# Лорант (име)
Лорант (мађ. Lóránt), је мађарско мушко име.

## Имендани
- 15. јануар.
- 10. август.
- 15. септембар.

## Варијације
-, Лоранд,
-, Роланд.
-